# Kruna (valuta)
Kruna naziv je za bivše i sadašnje službeno sredstvo plaćanja u više europskih zemalja. Naziv kruna poteče od prikaza kraljevske krune na kovanicama.

## Povijest
Današnja kruna potječe iz 1873. kada su se Danska i Švedska ujedinile u monetarnu uniju i za zajedničku valutu izabrali krunu. Uniji su kasnije pristupili Norveška, Island i Estonija. Nakon ukidanja monetarne unije, sve su te zemlje zadržale krunu kao svoju nacionalnu valutu.
Austro-Ugarska monarhija je 1892. uvela krunu kao jedinstvenu valutu na svom području. Nakon raspada Austro-Ugarske, krunu je za svoju nacionalnu valutu izabrala Čehoslovačka (i kasnije Češka i Slovačka), Slobodna Država Rijeka je koristila CF krunu (Cita’ di Fiume), a krune su privremeno korištene i u Kraljevstvu Srba, Slovenaca i Hrvata.
Godine 1991. odlučeno je da će buduća hrvatska valuta biti hrvatska kruna, s podjelom na sto banica, te su 1992. izabrani i prijedlozi dizajna novčanica hrvatske krune.

## Valute u optjecaju
- češka kruna
- danska kruna
- farska kruna
- islandska kruna
- norveška kruna
- švedska kruna

## Povijesne valuta
- austrijska kruna
- austro-ugarska kruna
- čehoslovačka kruna
- kruna češko-moravskog protektorata
- estonska kruna
- jugoslavenska kruna
- mađarska kruna
- riječka kruna
- slovačka kruna